# Oleg Stoyanovski
Oleg Stoyanovski –en ruso, Олег Стояновский– (Moscú, 26 de septiembre de 1996) es un deportista ruso que compite en voleibol, en la modalidad de playa.
Participó en los Juegos Olímpicos de Tokio 2020, obteniendo una medalla de plata en el torneo masculino (haciendo pareja con Viacheslav Krasilnikov).
Ganó una medalla de oro en el Campeonato Mundial de Vóley Playa de 2019 y una medalla de plata en el Campeonato Europeo de Vóley Playa de 2020.

## Palmarés internacional
| Juegos Olímpicos   | Juegos Olímpicos    | Juegos Olímpicos | Juegos Olímpicos       |
| Año                | Lugar               | Medalla          | Pareja                 |
| ------------------ | ------------------- | ---------------- | ---------------------- |
| 2020               | Tokio (Japón)       | Medalla de plata | Viacheslav Krasilnikov |
| Campeonato Mundial |                     |                  |                        |
| Año                | Lugar               | Medalla          | Pareja                 |
| 2019               | Hamburgo (Alemania) | Medalla de oro   | Viacheslav Krasilnikov |
| Campeonato Europeo |                     |                  |                        |
| Año                | Lugar               | Medalla          | Pareja                 |
| 2020               | Jūrmala (Letonia)   | Medalla de plata | Viacheslav Krasilnikov |